# Arnold Vosloo
Arnold Vosloo, född 16 juni 1962 i Pretoria i Sydafrika, är en sydafrikansk skådespelare.
Efter en kritikerrosad karriär i hemlandet flyttade Vosloo under 1990-talet till USA och har där verkat såväl inom teater som film. Till hans för en bredare publik mer kända roller hör de som översteprästen Imhotep i nyfilmatiseringen av Mumien (1999) och dess uppföljare 2001, samt som terroristledaren Habib Marwan i TV-serien 24.
Han har även varit med i "Blood Diamond".

## Filmografi

### Filmer
- 1988 - Act of Piracy - Sean Stevens
- 1990 - Circles in a Forest - Saul
- 1992 - 1492 - den stora upptäckten - Guevara
- 1993 - Hard Target - Pik van Cleef
- 1994 - Darkman 2 - Darkman/Peyton Westlake
- 1995 - Flugpapperet - MacMan
- 1996 - Darkman 3 - Darkman/Peyton Westlake
- 1997 - Zeus och Roxanne - Claude Carver
- 1998 - Diary of a Serial Killer - Stefan
- 1999 - Mumien - Imhotep
- 2001 - Mumien - återkomsten - Imhotep
- 2003 - Agent Cody Banks - Francois Molay
- 2006 - Blood Diamond - Coetzee
- 2009 - G.I. Joe: The Rise of Cobra - Zartan
- 2011 - All-Star Superman - Bar-El
- 2013 - G.I. Joe: Retaliation - Zartan
- 2013 - Odd Thomas - Tom Jedd

### TV-serier
- 1996 - Nash Bridges - Alex Abe, 1 avsnitt
- 2000 - Förhäxad - Darklighter, 1 avsnitt
- 2004 - Alias - Mr. Zisman, 1 avsnitt
- 2005 - 24 - Habib Marwan, 17 avsnitt
- 2007 - Shark - Andre Zitofsky, 1 avsnitt
- 2010 - Psych - J.T. Waring, gästroll
- 2011 - Bones - Jacob Ripkin Broadsky, 3 avsnitt
- 2011 - Young Justice - Kobra, 1 avsnitt
- 2013 - Elementary - Christos Theophilus, 1 avsnitt

## Utmärkelser
- 1999 - Eyegore Awards - Eyegore Award